# Болотново
Болотново — село в Родниковском районе Ивановской области России. Входит в Парское сельское поселение.

## География
Расстояние до районного центра (города Родники) — 16,6 км (по дорогам — 21,4 км).
Улицы: Центральная, Солнечная, Нагорная, Молодёжная, Зелёная.

## Население
| 1872 | 1897 | 1907 | 2002 | 2010 |
| ---- | ---- | ---- | ---- | ---- |
| 327  | ↗412 | ↗442 | ↘403 | ↗415 |

## Русская православная церковь
Действующий храм Воскресения Христова 1790 года постройки с престолами Воскресения Христова и Казанской иконы Божией Матери.
Рядом расположена недействующая Церковь Николая Чудотворца 1839 года постройки с престолами Илии Пророка и Смоленской иконы Божией Матери.

## Инфраструктура
- Болотновская начальная школа — детский сад[5]
- Отделение Почты России